# Thijs Roks

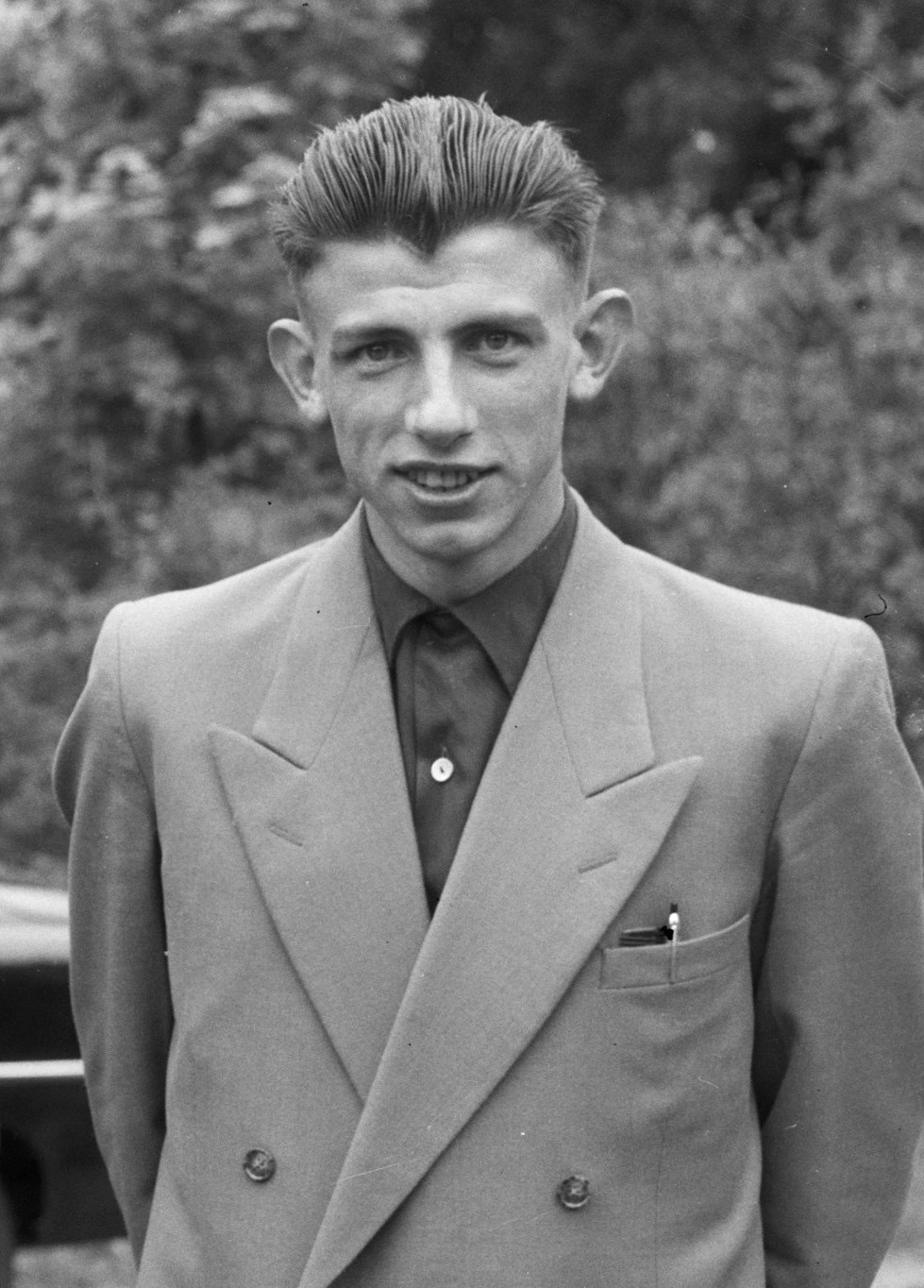
Thijs Roks, 1954

Thijs Roks (* 30. November 1930 in Sprundel; † 7. Februar 2007 in Wernhout) war ein niederländischer Radrennfahrer.
Thijs Roks wurde 1951 Profi-Rennfahrer. Im Jahr darauf nahm er als erster Niederländer am Giro d’Italia teil. Daraufhin bot ihm die Mannschaft von Fausto Coppi einen Vertrag an; sein Vater verbot ihm jedoch, deshalb nach Italien zu ziehen. Dreimal nahm er an der Tour de France teil, 1953 gehörte er zu dem erfolgreichen niederländischen Nationalteam um Wim van Est und Wout Wagtmans. Auf der ersten Etappe war ihm ein Ausreißversuch gelungen, der aber jäh an einer geschlossenen Eisenbahnschranke endete. 1955 wurde er Niederländischer Straßenmeister.
Nach Beendigung seiner Radsportkarriere eröffnete Roks, der den Beinamen „De Beer van Sprundel“ (deutsch: Der Bär von Sprundel) trug, ein Café in Wernhout. Er erkrankte an Rheuma und musste im Rollstuhl sitzen; zwei seiner Söhne – beide durch Unfälle – und seine Frau starben vor ihm.